# Santabear's First Christmas
Santabear's First Christmas è un album-colonna sonora natalizia di Michael Hedges, pubblicato dalla Windham Hill Records nel 1986. Il disco fu registrato al Different Fur Recording di San Francisco, California (Stati Uniti).

## Tracce
Composizioni di Michael Hedges
Lato A
1. Santabear's First Christmas – 23:25

Lato B
1. Ready or Not – 3:12 – Brano strumentale
2. The Double Planet – 3:21
3. Eleven Small Cubs – 2:57
4. Larry's Instrumental – 2:36
5. Carol Jean – 4:30

- Santabear's First Christmas brano narrato con musica
- Ready or Not brano strumentale, la versione cantata appare nell'album dal vivo: Live on the Double Planet
- Eleven Small Cubs è una rivisitazione del brano Eleven Small Roaches apparso nell'album: Breakfast in the Field[2]

## Musicisti
- Michael Hedges - chitarra acustica, chitarra harp, basso acustico, flauto
- Kelly McGillis - narratrice (solo nel brano: A1)